# Antiopella
Antiopella Hoyle, 1902 è un genere di molluschi nudibranchi della famiglia Janolidae.

## Tassonomia
Il genere comprende le seguenti specie:
- Antiopella barbarensis (J.G. Cooper, 1863)
- Antiopella capensis (Bergh, 1907)
- Antiopella cristata (Delle Chiaje, 1841)
- Antiopella fusca (O'Donoghue, 1924)
- Antiopella longidentata (Gosliner, 1981)
- Antiopella novozealandica Eliot, 1907
- Antiopella praeclara Bouchet, 1975

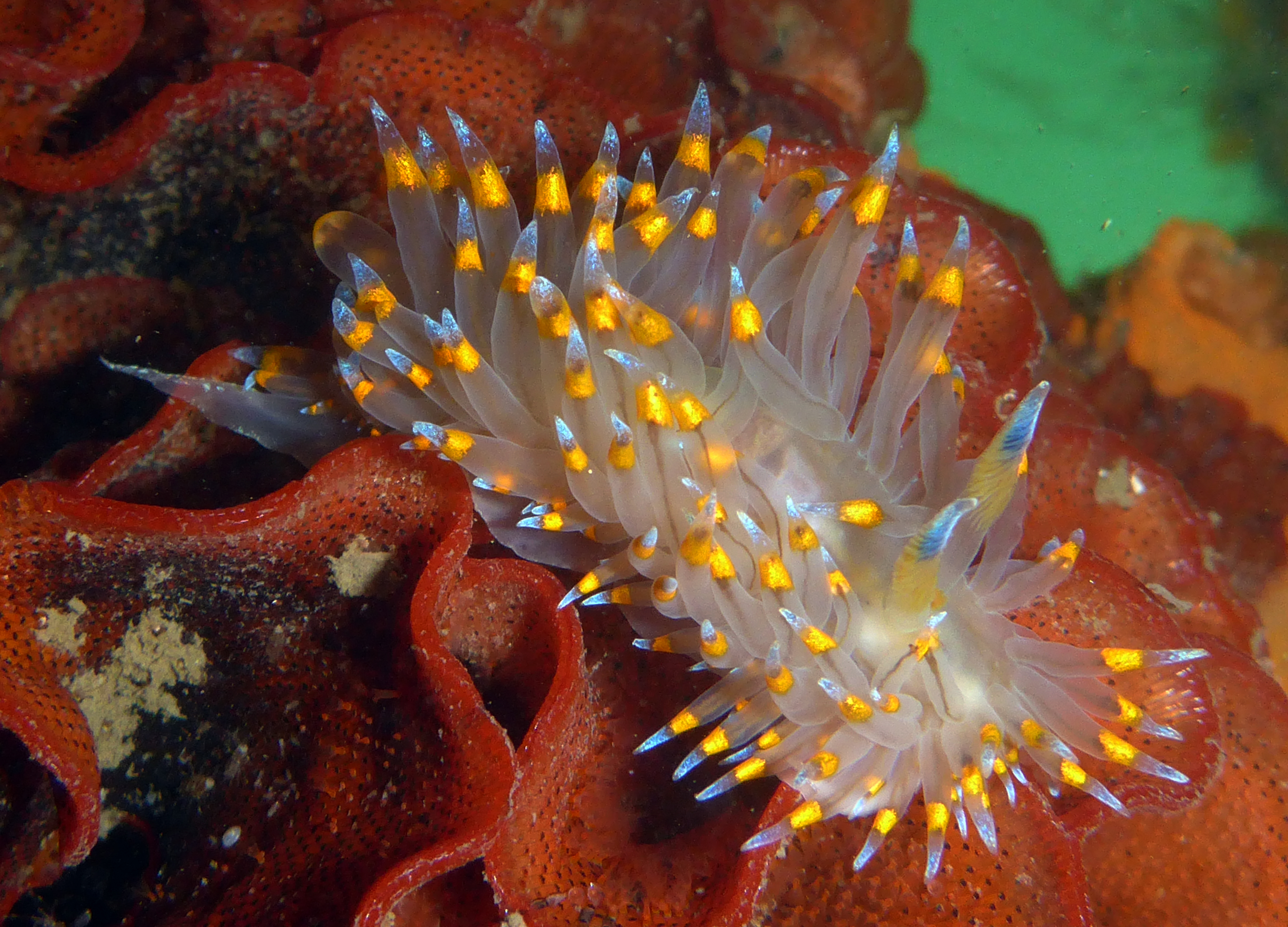
Antiopella barbarensis
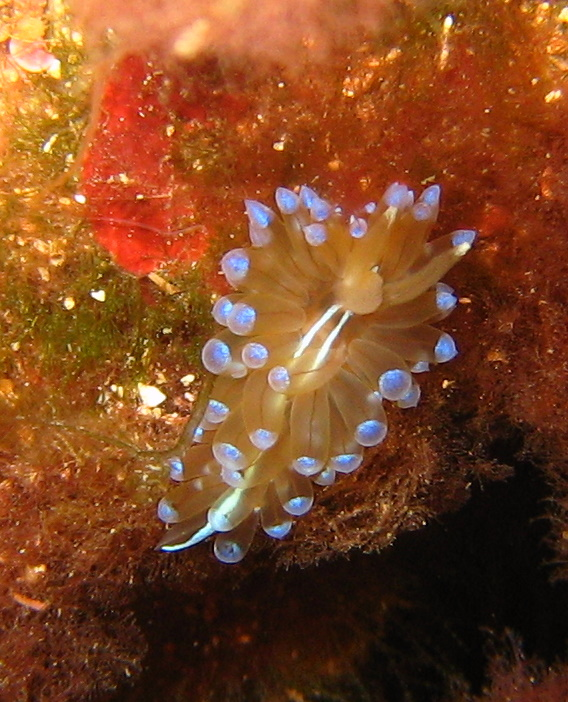
Antiopella cristata
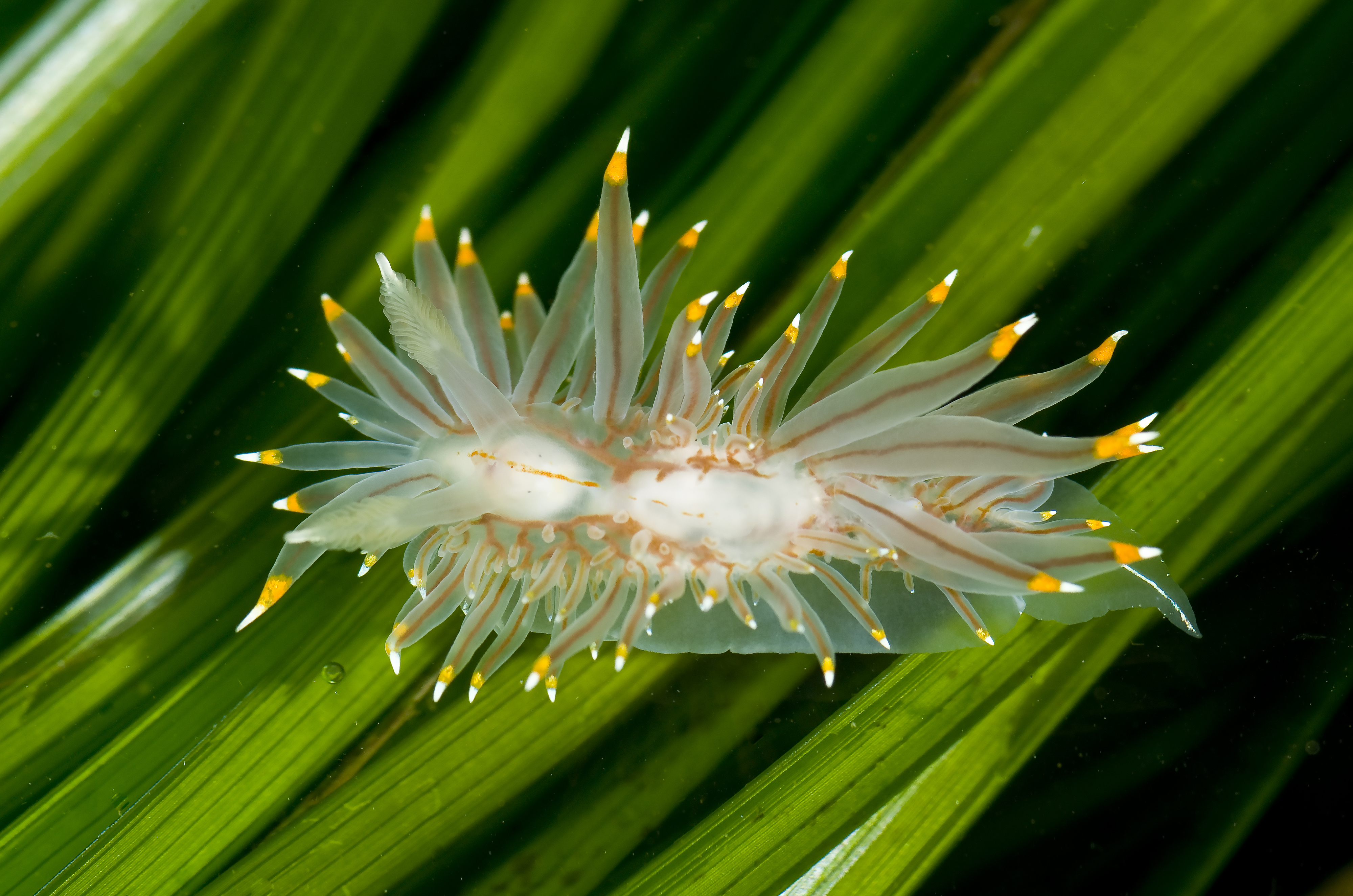
Antiopella fusca